# 完全特捜宣言!あなたに逢いたい!
『完全特捜宣言!あなたに逢いたい!』（かんぜんとくそうせんげん あなたにあいたい）は、1996年4月8日から1997年6月までテレビ朝日系列局で放送されていたドキュメントバラエティ番組である。その後も1997年7月から同年12月15日まで『感動 あなたに逢いたい!』（かんどう あなたにあいたい）と題して放送され続けた。いずれもテレビ朝日とオフィス・トゥー・ワンの共同制作。放送時間は毎週月曜 19:00 - 19:54 （日本標準時）。

## 概要
希望者が会いたいと思っている人物を捜し出し、感動の再会を実現させていた番組で、プロの探偵に協力を仰いでいた点が特徴。この手法は、後にテレビ朝日が製作した『奇跡の扉 TVのチカラ』へと引き継がれた。

## 出演者

### 司会
- 笑福亭鶴瓶[1]
- 関根勤[1]
- 辺見えみり[1]

### レギュラー
- 地井武男[1]
- 萩本欽一
- 浅田美代子[1]

### ナレーター
- つるたきみこ

## ネット局
| 放送対象地域  | 放送局           | 系列           | 備考               |
| ------------- | ---------------- | -------------- | ------------------ |
| 関東広域圏    | テレビ朝日       | テレビ朝日系列 | 制作局             |
| 北海道        | 北海道テレビ     | テレビ朝日系列 |                    |
| 青森県        | 青森朝日放送     | テレビ朝日系列 |                    |
| 岩手県        | 岩手朝日テレビ   | テレビ朝日系列 | 1996年10月開局から |
| 宮城県        | 東日本放送       | テレビ朝日系列 |                    |
| 秋田県        | 秋田朝日放送     | テレビ朝日系列 |                    |
| 山形県        | 山形テレビ       | テレビ朝日系列 |                    |
| 福島県        | 福島放送         | テレビ朝日系列 |                    |
| 新潟県        | 新潟テレビ21     | テレビ朝日系列 |                    |
| 長野県        | 長野朝日放送     | テレビ朝日系列 |                    |
| 静岡県        | 静岡朝日テレビ   | テレビ朝日系列 |                    |
| 石川県        | 北陸朝日放送     | テレビ朝日系列 |                    |
| 中京広域圏    | 名古屋テレビ     | テレビ朝日系列 |                    |
| 近畿広域圏    | 朝日放送         | テレビ朝日系列 | 現：朝日放送テレビ |
| 広島県        | 広島ホームテレビ | テレビ朝日系列 |                    |
| 山口県        | 山口朝日放送     | テレビ朝日系列 |                    |
| 香川県 岡山県 | 瀬戸内海放送     | テレビ朝日系列 |                    |
| 愛媛県        | 愛媛朝日テレビ   | テレビ朝日系列 |                    |
| 福岡県        | 九州朝日放送     | テレビ朝日系列 |                    |
| 長崎県        | 長崎文化放送     | テレビ朝日系列 |                    |
| 熊本県        | 熊本朝日放送     | テレビ朝日系列 |                    |
| 大分県        | 大分朝日放送     | テレビ朝日系列 |                    |
| 鹿児島県      | 鹿児島放送       | テレビ朝日系列 |                    |
| 沖縄県        | 琉球朝日放送     | テレビ朝日系列 |                    |